# František Gogela
František Gustav Gogela (13. září 1854 Podhradní Lhota – 27. února 1922 Třebětice) byl moravský římskokatolický kněz, vědec, botanik a florista. Věnoval se sběru rostlin z různých koutů Valašska - jeho Valašský herbář čítá přes 1000 druhů. Je po něm pojmenována růže Rosa Gogelana.

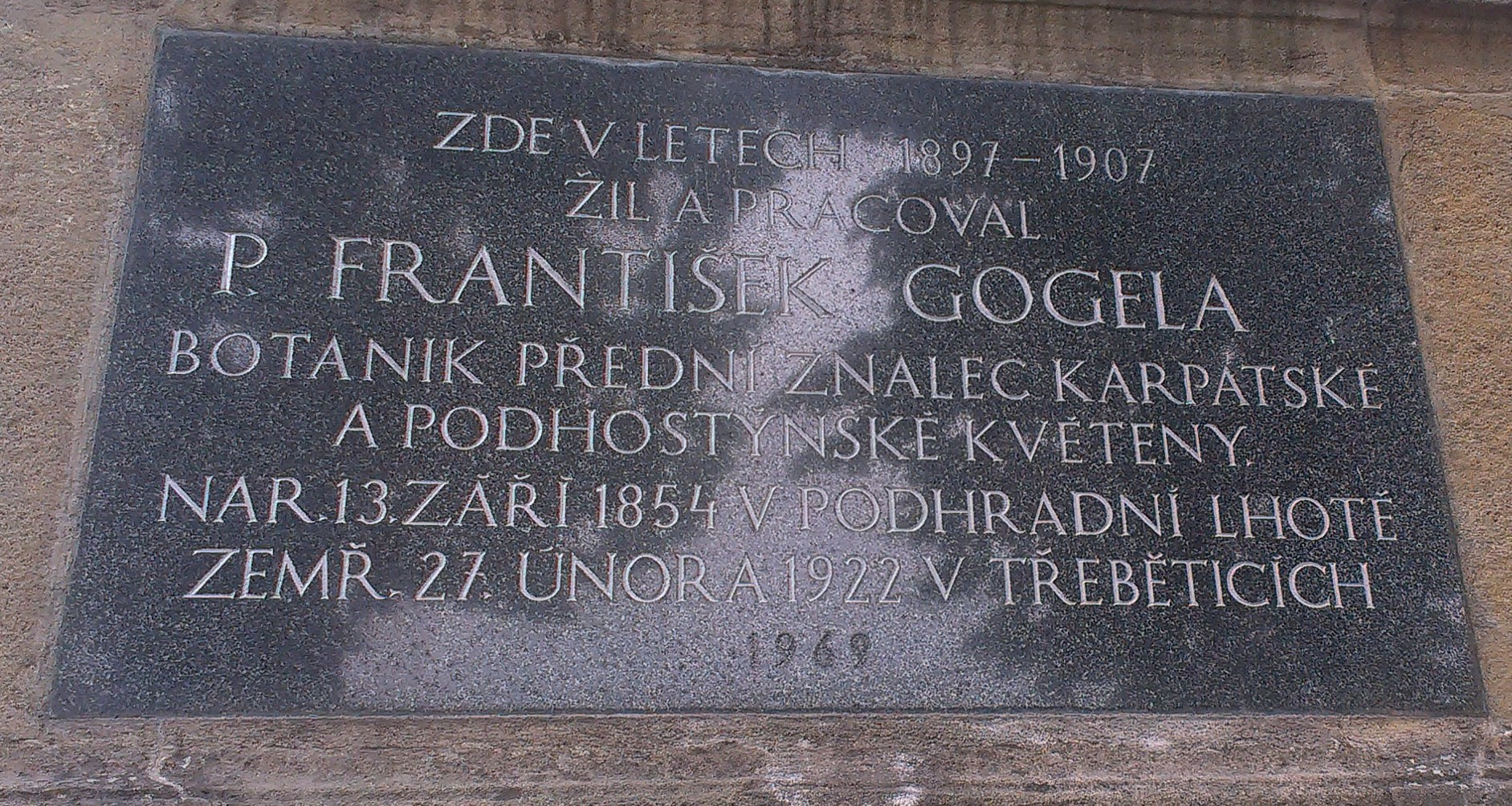
Pamětní deska Františka Gogely v Rajnochovicích

## Život
Narodil se do rodiny mlynáře Františka Gogely a jeho choti Veroniky, roz. Vaňharové, v Podhradní Lhotě v povodí řeky Juhyně. S rodiči se záhy přestěhoval do Holešova, kde se mu narodily ještě dvě sestry. Jeho bratru Metodějovi se zde později narodil známý básník a profesor Jaromír Gogela.
V Kroměříži vystudoval Acibiskupské gymnázium a po maturitě pokračoval ve studiu teologie na teologické fakultě v Olomouci a krátce po studiích byl vysvěcen na kněze.
Jako kněz působil na farnosti v Kyjově, Bílovicích, Uherském Hradišti, Místku či Hukvaldech. Vedle své kněžské činnosti se věnoval také botanickému výzkumu.
Na přelomu 19. a 20. století působil ve svém rodišti, Podhradní Lhotě, a v Rajnochovicích. Posledním Gogelovým působištěm se staly Třebětice, kde 27. února 1922 zemřel. Je pochován na místním hřbitově.

## Dílo
Botanické výzkumy prováděl po celé Moravě. Ze svých poznatků sestavil řadu herbářů a publikoval také články v té době známých periodicích, např. ve Věstníku Klubu přírodovědného v Prostějově, Verhandlungen des Naturforschenden Vereines v Brně, Časopise Vlasteneckého spolku musejního v Olomouci a nejvíce ve Sborníku Musejní společnosti ve Valašském Meziříčí, které také mnoho svých nálezů a sbírek věnoval. Mezi jeho nejznámější herbáře patří Valašský herbář a Hostýnský herbář. Právě Valašský herbář věnoval muzeu ve Valašském Meziříčí, čímž položil základ tamějších botanických sbírek.